# Chrysolina dalia
Chrysolina dalia es un coleóptero de la familia Chrysomelidae.
Fue descrita científicamente en 1984 por Chen.